# Det första internationella polaråret, 1882–1883

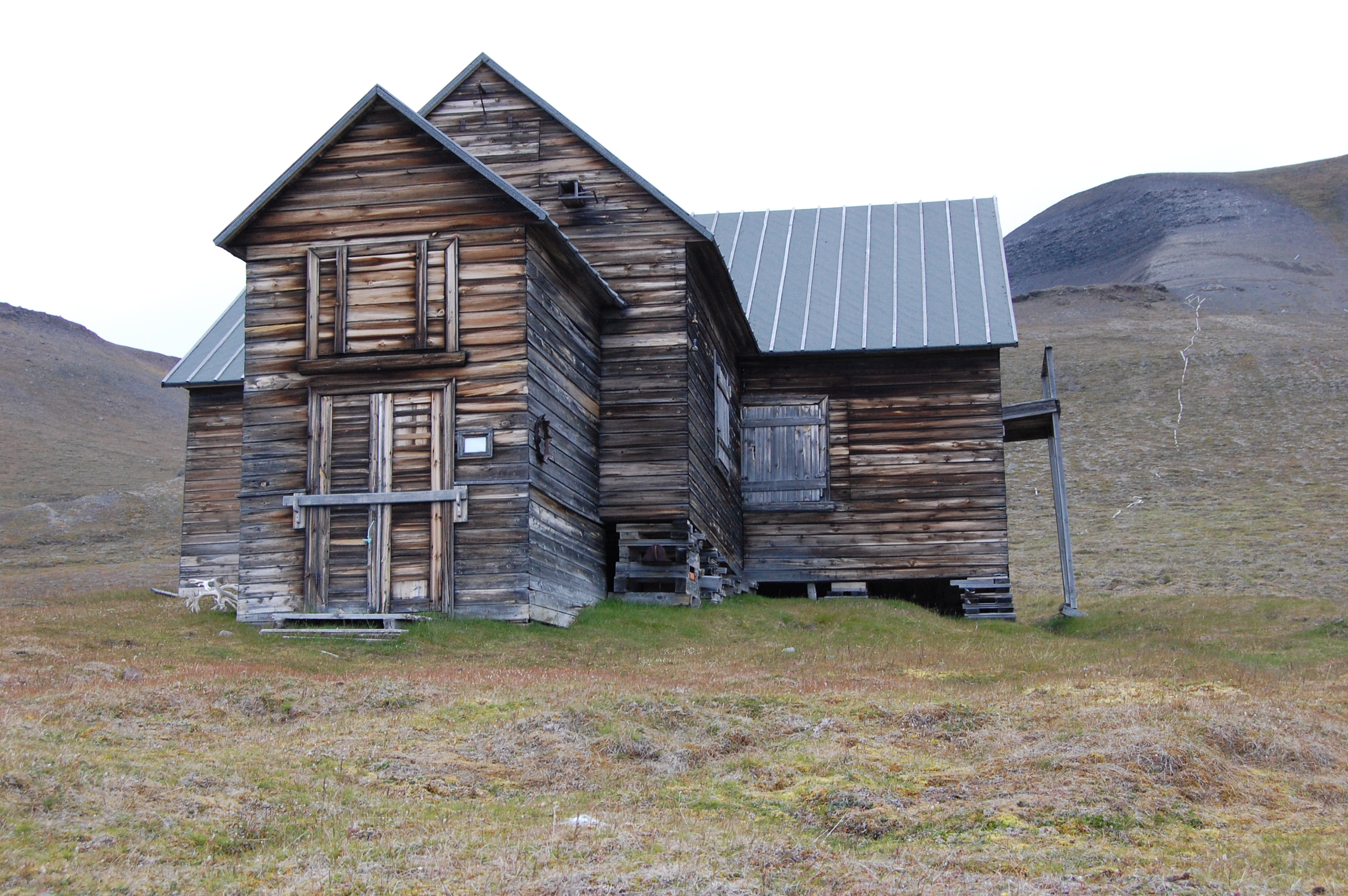
Svenskhuset

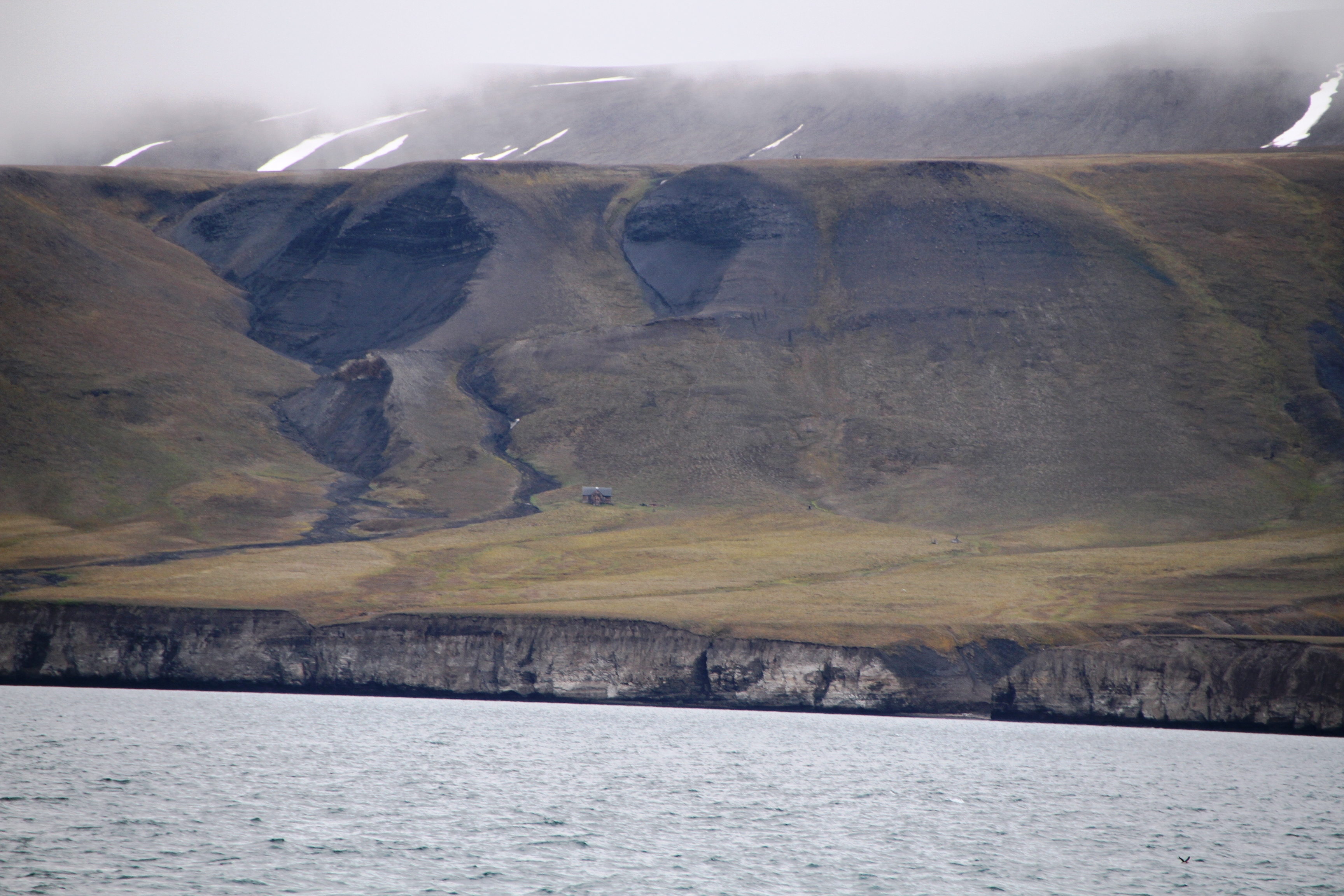
Svenskhusets läge på Kap Thordsen

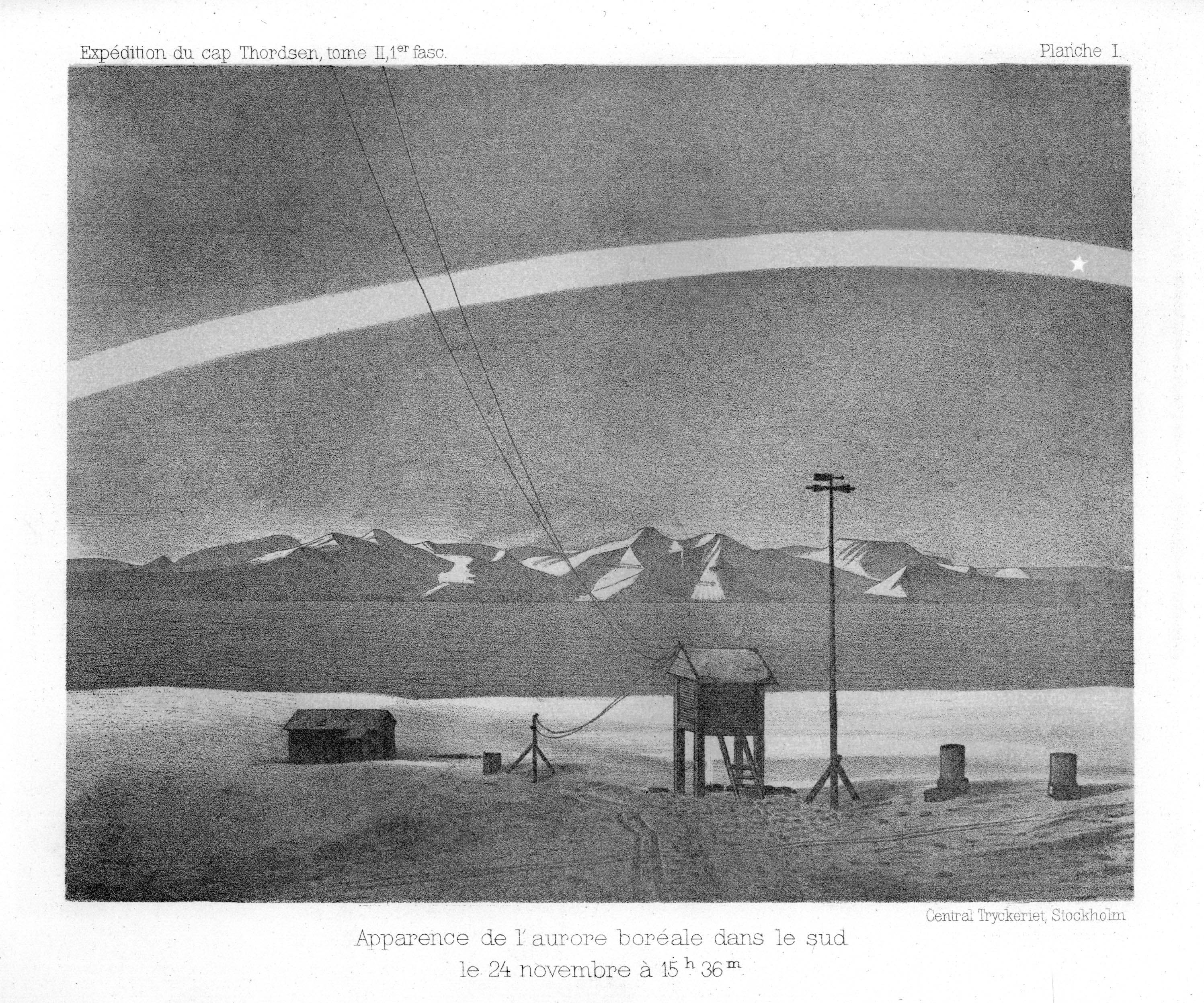
Norrsken över Svenskhuset 1882

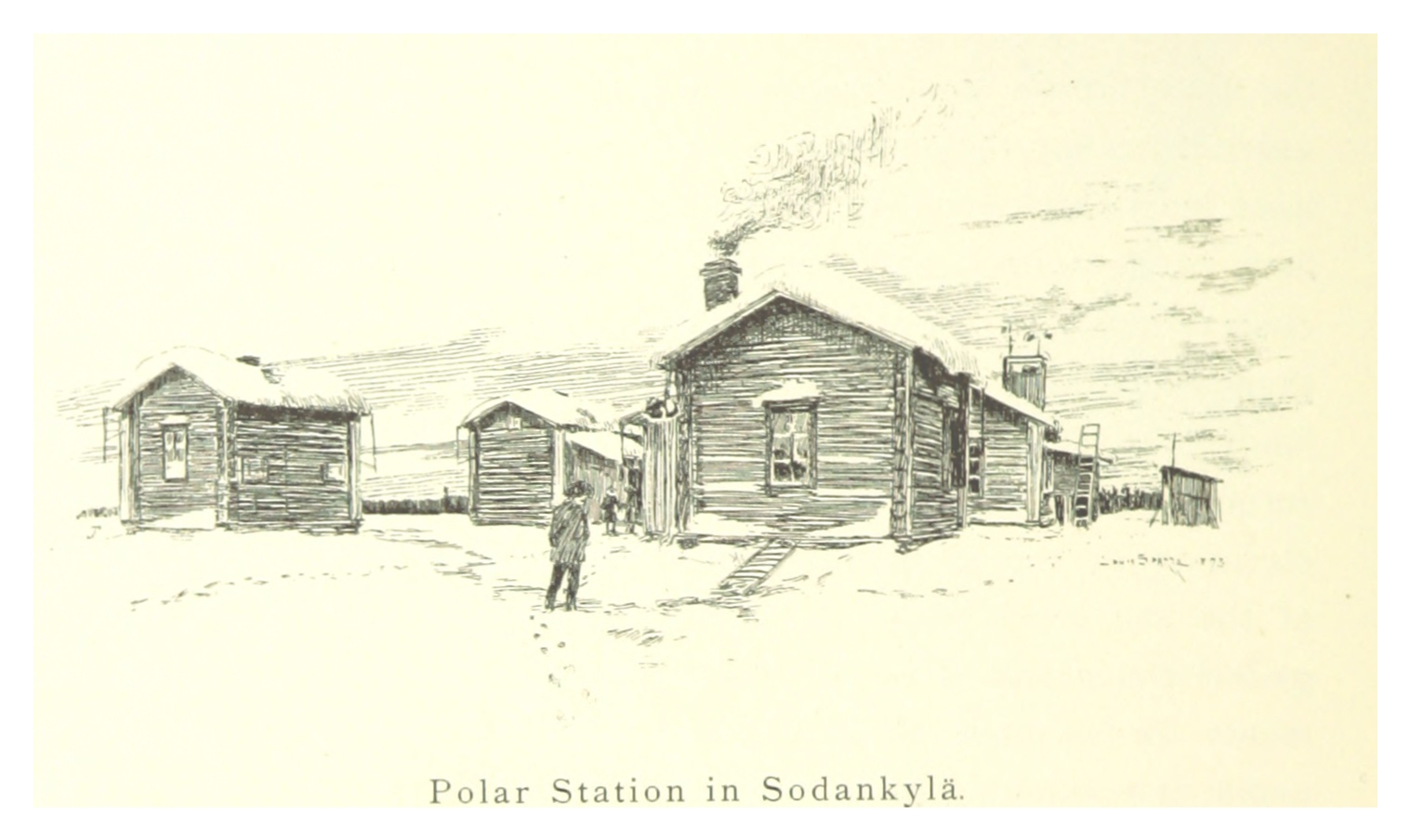
Observatoriet i Sodankylä under Första internationella polaråret, 1882–1883

Det första internationella polaråret, 1882–1883 var ett internationellt forskningsprojekt för att utforska Arktis och Antarktis.
Den österrikisk-ungerske sjöofficeren och polarforskaren Karl Weyprecht tog 1875 initiativ till det första internationella polaråret. Han presenterade på en tysk naturforskarkonferens detta år en plan att ersätta de dyrbara nationella nordpolsexpeditionerna med en av flera länder genomförd systematisk undersökning av polarområdets geofysiska förhållanden, och att anlägga ett internationellt nät av permanenta observationsstationer i de arktiska trakterna. Denna plan förverkligades först 1882–83, efter Weyprechts död.
Polaråret organiserades av Georg von Neumayer, som var chef för den hydrografiska byrån i kejserliga amiralitetet i Berlin. Det tog sju år att organisera polaråret, som hade elva deltagande länder: Österrike-Ungern, Danmark, Frankrike, Tyskland, Nederländerna, Norge, Sverige, Ryssland, Storbritannien, Kanada och USA. Finska Vetenskaps-Societeten deltog också genom att upprätta en meteorologisk station i Sodankylä.
Sammanlagt sattes tolv forskningsstationer upp i det arktiska området och två i Antarktis. Dessutom organiserade Neumayer sex ytterligare meteorologiska stationer på moraviska missionsstationer på Labradors ostkust. Observationerna gällde huvudsakligen meteorologi, geomagnetism, norrskensfenomen, oceanströmmar, tidvatten, packisen och atmosfärelektricitet. 

## Sverige
Huvudartikel: Den svenska fysikaliska-meteorologiska expeditionen till Spetsbergen 1882–1983
För att planera Sveriges deltagande bildade Kungliga Vetenskapsakademien en särskild kommitté 1879 med deltagande av astronomen D.G. Lindhagen, fysikern Erik Edlund, Adolf Erik Nordenskiöld, meteorologen Robert Rubenson, expeditionens finansiär grosshandlaren Lars Olsson Smith samt den tilltänkte expeditionsledaren kaptenen F. Malmberg.
Den svenska fysikaliska-meteorologiska expeditionen hade Svenskhuset på Kap Thordsen vid Isfjorden på västra kusten av Spetsbergen som bas. Stationen förstods av meteorologen Nils Ekholm med ingenjören Salomon August Andrée som andreman. Dessutom fanns tre andra naturvetenskapliga forskare, en läkare  och sex assistenter. Dessa vistades i Svenskhuset mellan augusti 1882 och augusti 1883. 

## Finland
Finska Vetenskaps-Societeten engagerade sig i polarårssamarbetet genom ett observatorium i Sodankylä i finska Lappmarken. Ledare för denna var Selim Lemström.